# Luisa Zeni
Luisa Zeni (Arco, 1896 – 1940) è stata un'agente segreta e scrittrice italiana, unica a collaborare come volontaria con i servizi segreti italiani durante il primo conflitto mondiale.

## Biografia

### I primi anni
Nata ad Arco in Trentino nel 1896, figlia di un fabbro, Luisa perse la madre all'età di tre anni. Allevata dal padre e dal nonno garibaldino, visse nei primi anni del Novecento nel clima di crescente tensione fra italiani e tedeschi all'interno dell'Impero austro-ungarico.
Di sentimenti irredentisti, in un Trentino lacerato fra la secolare fedeltà agli Asburgo ed il richiamo nazionalistico dell'Italia, Luisa passò il confine nel 1914 quando si unì al gruppo di irredentisti trentini che, allo scoppiare della prima guerra mondiale, si diressero a Milano per evitare di entrare in guerra con l'esercito austriaco. Tale gruppo, condotto da Cesare Battisti, va a formare il Comitato fra irredenti adriatici e trentini con sede in via Silvio Pellico, 14.

### La Grande Guerra
Alla vigilia dell'entrata in guerra, il Comando della 1ª Armata, schierata sul fronte trentino, svolge un'azione di reclutamento per trovare dei trentini disposti, una volta passato nuovamente il confine, a compiere un'azione informativa atta a conoscere i movimenti nemici da Ala fino al Brennero.
Luisa, reclutata nel 1915 dal capo del Servizio Ufficio Informazioni (ITO), colonnello Tullio Marchetti, si offre volontaria per compiere tale pericolosa impresa.
Il 22 maggio 1915 Luisa Zeni da Milano va a Verona, da qua passa il confine entrando in territorio austriaco nella zona di Ossenigo a Peri. Intercettata e fermata due volte da pattuglie austriache, si presenta come Josephine Muller, dichiara di essere fuggita dall'Italia per rientrare in Austria. Accompagnata ad Ala e perquisita, i documenti falsi reggono all'esame e viene fatta proseguire.
Il 24 maggio, all'età di vent'anni, raggiunge avventurosamente Innsbruck in treno e scende all'Union Hotel, luogo pericoloso, ma anche miniera di informazioni, frequentato com'è dagli ufficiali dei comandi stanziati in città.
Conoscendo perfettamente tanto il tedesco che il territorio trentino, nel corso delle settimane seguenti la Zeni svolge a Innsbruck una preziosa opera informativa, raccogliendo numerose informazioni che, annotate su minutissimi foglietti, nasconde all'interno dei bottoni. Tale precauzione le servirà alcune settimane dopo quando, arrestata alla fine di luglio, riesce a discolparsi, scampando così la sorte di altre spie avviate all'esecuzione in quello stesso periodo.
Il 6 agosto 1915, elusa la sorveglianza austriaca e travestita in abiti maschili, raggiunge a piedi una piccola stazione fuori città, sale su un treno diretto in Svizzera e, passando il confine a Feldkirch, si ritrova in territorio neutrale.
Tullio Marchetti va ad accoglierla a Milano il 15 agosto per sentire direttamente le ultime notizie. Il giorno seguente Luisa Zeni cessa di essere alle sue dipendenze.
Successivamente, frequentò nell'inverno del 1915 la scuola per infermiere della Croce Rossa Italiana, venendo assegnata a diversi ospedali dove presterà servizio fino alla fine della guerra quando, in ricompensa del servizio reso al Paese le verrà concessa la medaglia d'argento al valor militare.
Nel 1920 partecipa all'impresa di Fiume.

## Opere
- Luisa Zeni, Briciole : ricordi di una donna in guerra, con prefazione di Carlo Delcroix e un'introduzione biografica del comandante Giovanni Roncagli, Roma, Libreria Mantegazza Eredi Cremonese, 1926, SBN CUB0681754.
- Luisa Zeni, Irredento : romanzo, Firenze, A. Vallecchi Edit. Tip., 1928, SBN CUB0681757.
- Luisa Zeni, Figli d'Italia, Livorno, Belforte, 1932, SBN LIA0027047.